# (10577) Jihčesmuzeum
(10577) Jihčesmuzeum est un astéroïde de la ceinture principale.

## Description
(10577) Jihcesmuzeum est un astéroïde de la ceinture principale. Il fut découvert le 2 mai 1995 à l'Observatoire Kleť par Miloš Tichý. Il présente une orbite caractérisée par un demi-grand axe de 2,58 UA, une excentricité de 0,23 et une inclinaison de 4,4° par rapport à l'écliptique.

## Compléments